# Tempeh
Tempeh ali tempe je tradicionalni indonezijski sojin produkt, ki je narejen iz fermentiranih sojinih zrn. Najbolj priljubljen in razširjen je na otoku Java, pojavil pa se je pred nekaj sto do tisoč leti. Gre za jed, ki je bogata z beljakovinami, vlakninami in vitamini. Ima izrazito čvrsto strukturo in rahel priokus po zemlji, ki s staranjem postane bolj izrazit. Podoben produkt je tofu, ki pa je izdelan iz pasiranih sojinih zrn.

## Priprava
Priprava tempeha se prične s kuhanjem sojinih zrn, katerim se doda malo kisa in spore gliv iz rodu Rhizopus (najpogosteje vrsto Rhizopus oligosporus). Glive poskrbijo, da se sproži postopek fermentacije sojinih zrn, ki ga je potrebno po približno 24 urah ustaviti s hitrim ohlajanjem. Nekateri proizvajalci tempeh naknadno pasterizirajo, s čimer mu podaljšajo uporabnost.
Tradicionalno je bil tempeh pripravljen zavit v liste bananovca, danes pa za pripravo uporabljajo posebne perforirane plastične vrečke.